# Melanie Groll
Melanie Groll (* 21. Juni 1987 in Apolda) ist eine ehemalige deutsche Fußballspielerin.

## Karriere

### Vereine
Melanie Groll begann ihre Karriere beim SV Blau Weiß Niederroßla und kam über den VfB Apolda 2003 zum FF USV Jena. Mit der U18-Auswahl des Vereins wurde sie Zweite des DFB-Pokals. Groll spielt in der Thüringenauswahl und wurde 2008 NOFV-Pokalsiegerin und stieg mit Jena in die Fußball-Bundesliga der Frauen auf. Am ersten Spieltag der Saison 2008/09 gab sie bei der 2:3-Heimniederlage gegen den Hamburger SV ihr Bundesliga-Debüt. Am 29. Mai 2011 gab sie bekannt, ihre Fußball-Karriere zum Saisonende zu beenden.

### Nationalmannschaft
Als Studentin nahm Groll mit der Studentinnen-Nationalmannschaft des adh an der Universiade 2009 in Belgrad teil. Am 30. Juni, 3. und 4. Juli 2009 bestritt sie die drei Gruppenspiele gegen die Studentenauswahlmannschaften Koreas (0:4), Brasiliens (0:3) und Südafrikas (7:2). In den Platzierungsspielen Platz 9 bis 12 kam sie am 8. Juli beim 4:0-Sieg über die Auswahl Serbiens zum Einsatz, wie im Spiel um Platz 9 bei der 0:2-Niederlage gegen die Auswahl Polens.